# Gurgesiella
Gurgesiella és un gènere de peixos de la família dels raids i de l'ordre dels raïformes.

## Taxonomia
- Gurgesiella atlantica (Bigelow & Schroeder, 1962)[2]
- Gurgesiella dorsalifera (McEachran & Compagno, 1980)[3]
- Gurgesiella furvescens (De Buen, 1959)[4][5][6][7][8][9][10][11][12]